# Fumana scoparia
Fumana scoparia är en solvändeväxtart som beskrevs av Auguste Nicolas Pomel. Fumana scoparia ingår i släktet barrsolvändor, och familjen solvändeväxter. Inga underarter finns listade i Catalogue of Life.